# Колсанов, Александр Владимирович
Алекса́ндр Влади́мирович Колса́нов (род. 5 ноября 1974, Цильна, Ульяновская область) — российский хирург. Доктор медицинских наук, профессор, заслуженный деятель науки Российской Федерации (2023), ректор Самарского государственного медицинского университета, заведующий кафедрой оперативной хирургии и клинической анатомии с курсом инновационных технологий, профессор РАН.Избран членом-корреспондентом РАН 29 мая 2025 года..

## Биография
Родился 5 ноября 1974 года в рабочем посёлке Цильна Ульяновской области.
В 1991 году окончил Цильнинскую среднюю общеобразовательную школу, затем — Самарский государственный медицинский университет и клиническую ординатуру (СамГМУ, при кафедре факультетской хирургии; руководитель Г. Л. Ратнер).
- Руководил Советом молодых учёных СамГМУ, где занимался инновациями и коммерциализацией научной деятельности в медицине.
- Заместитель проректора по научной и инновационной работе СамГМУ (с 2005).[источник не указан 1060 дней]
- Заведующий кафедрой оперативной хирургии и клинической анатомии с курсом инновационных технологий СамГМУ.[источник не указан 1060 дней]
- В 2006—2014 гг. руководил Самарским межтерриториальным центром трансплантации почки (далее Самарский центр трансплантации органов и тканей), находился в должности главного внештатного специалиста по трансплантологии Министерства здравоохранения Самарской области.[источник не указан 1060 дней]
- Входит в резерв управленческих кадров, находящихся под патронажем президента Российской Федерации[4].
- Весной 2018 года получил почётное учёное звание «Профессор РАН»[5].
- 29 мая 2019 года избран ректором Самарского государственного медицинского университета.

## Научная деятельность
- Кандидат медицинских наук. Кандидатская диссертация по вопросам биомеханики сосудистых протезов.
- Доктор медицинских наук (2003). Тема диссертации: «Комплексное лечение раневых дефектов кожи и мягких тканей различной этиологии с применением клеточных культур и биопокрытий».

## Награды
- Заслуженный деятель науки Российской Федерации (27 апреля 2023 года) — за вклад в развитие науки и многолетнюю плоготворную деятельность[6]

## Санкции
6 марта 2022 года после вторжения России на Украину подписал письмо в поддержу российской агрессии. С 9 июня 2022 года находится под персональными санкциями Украины за поддержку войны. Также был внесён ФБК в список коррупционеров и разжигателей войны за поддержку нападения на Украину, 16 марта 2022 года форумом свободной России внесён в «Список Путина» и доклад «поджигателей войны» с предложением введения против него международных санкций.

### Учебные пособия
- Лечение больных с ранами и раневой инфекцией кожи и мягких тканей в практике семейного врача: Учеб. пособие для системы послевуз. проф. образования врачей / Е. А. Столяров, В. Д. Иванова, А. В. Колсанов. — Самара: Перспектива; СамГМУ, 2003. — 100 с. — 1000 экз. — ISBN 5-98105-016-0.
- Клинико-анатомическое обоснование операций на грудной стенке, молочной железе, плевре и легких: Учеб. пособие для студентов мед. вузов / В. Д. Иванова, Б. И. Яремин, А. В. Колсанов, В. Л. Альхимович. — Самара: Офорт; СамГМУ, 2003. — 129 с. — 500 экз. — ISBN 5-9623-0003-3.
- Хирургическая инфекция: руководство для врачей общей практики: учебное пособие в системе послевузового образования врачей / Е. А. Столяров, Б. Д. Грачев, А. В. Колсанов [и др.]; под ред. Г. П. Котельникова. — Самара: Офорт; СамГМУ, 2004. — 231 с. — ISBN 5-473-00027-4.
- Методология решения изобретательских задач в биологии и медицине: Учебно-методическое пособие / Б. Г. Перевозчиков, Л. О. Борский, А. В. Колсанов. — Самара: СамГМУ; Содружество, 2006. — 93 с. — 300 экз. — ISBN 5-91088-042-X.
- Клинико-анатомическое обоснование операций на мозговом и лицевом отделах черепа: Учебное пособие для студентов медицинских вузов / В. Д. Иванова, А. В. Колсанов, Б. И. Яремин, В. Л. Альхимович. — Самара: СамМГУ, 2006. — 127 с. — 500 экз.